# Johanneskirche (Vaduz)

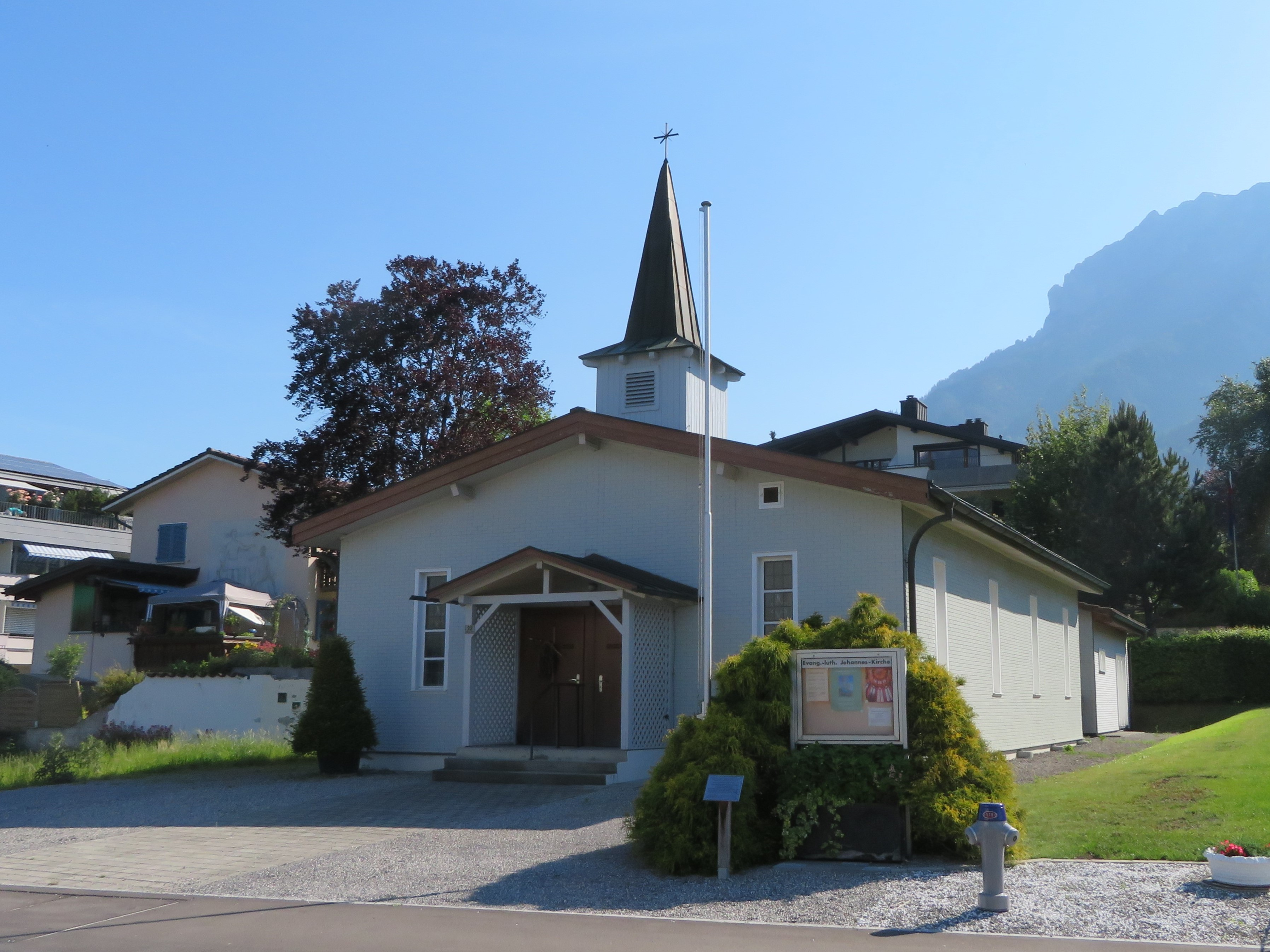
Johanneskirche (2019)

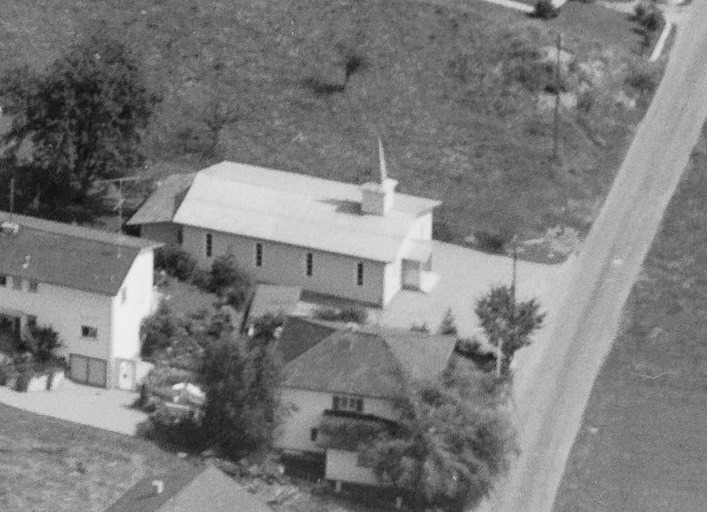
Die Johanneskirche wenige Jahre nach ihrer Errichtung (Ausschnitt aus einer Luftaufnahme aus dem Jahr 1964)

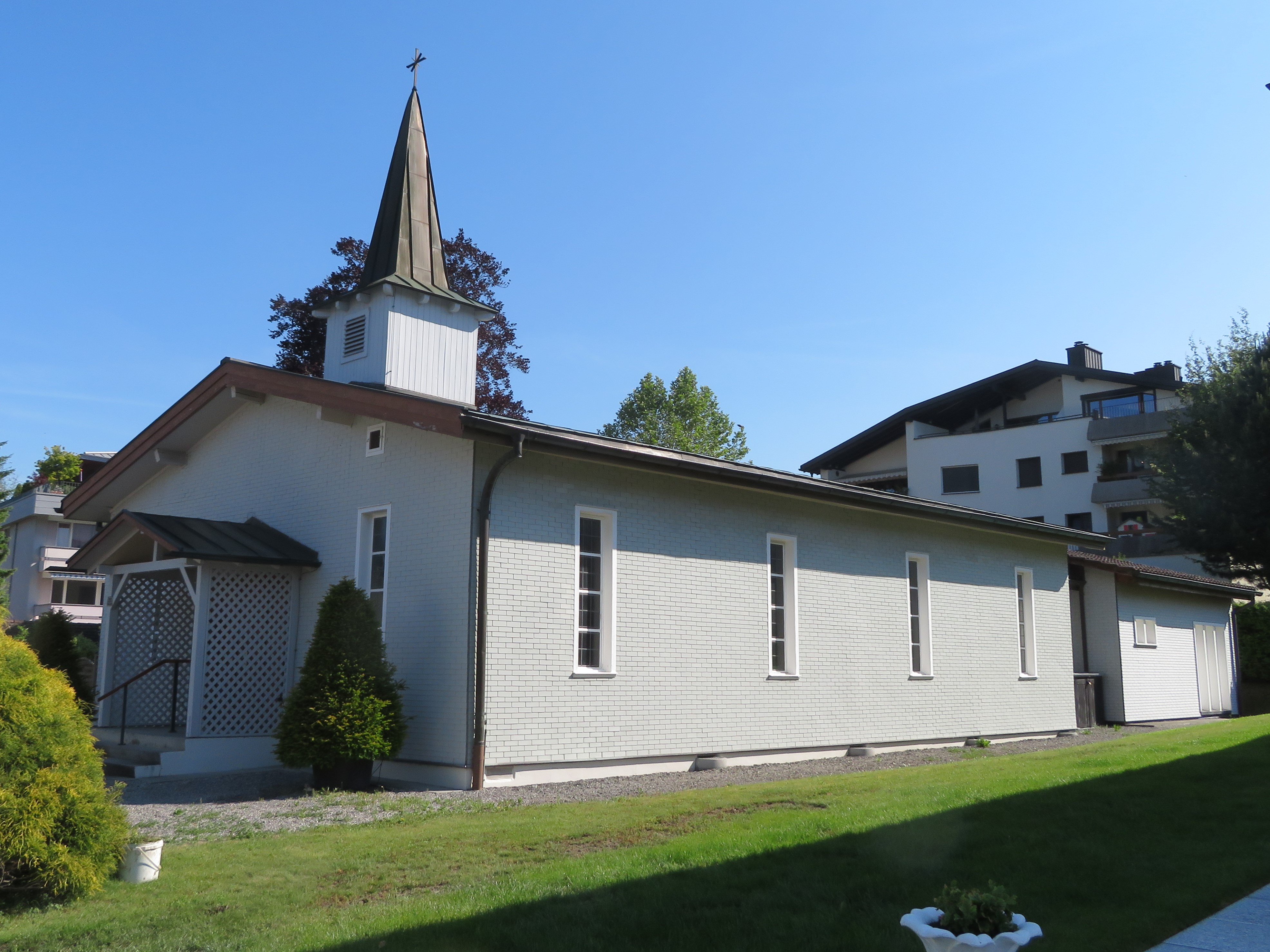
Die Südseite der Johanneskirche

Die evangelisch-lutherische Johanneskirche steht in der Gemeinde Vaduz im Fürstentum Liechtenstein. Sie ist das einzige Sakralgebäude der Evangelisch-lutherischen Kirche im Fürstentum Liechtenstein, und das erste ökumenische Zentrum der Region

## Geschichte
Die Schweizer Chaletfabrik Eblinger hatte den Holzbau im Jahr 1947 als Notkirche für den Raum Stuttgart gebaut. Von dort wurde er 1956 nach Vaduz überführt und am westlichen Rand des Quartiers «Bartlegrosch» neu aufgebaut. Die Weihe des Gebäudes als «Evangelisch-Lutherische Kirche» erfolgte am 16. Dezember 1956. Im Folgejahr stiftete die evangelisch-reformierte Kirchengemeinde von Zürich-Altstetten der Kirche einen Dachreiter.
An der Eingangsseite wurde 1962 ein kleiner, schützender Vorbau angebracht, und die Aussenwände wurden mit Eternitplatten verkleidet. In den Jahren 1983 bis 1985 wurden Innenrenovationen und eine Sanierung des Daches durchgeführt. Auf der Ostseite, wo sich seit 1956 die Sakristei befunden hatte, wurde 1990 ein Gemeindesaal angebaut. Die Umbenennung in «Johanneskirche» erfolgte 1996.

## Architektur
Das hölzerne Kirchengebäude ruht auf einem Betonsockel. Das flache Giebeldach ist mit Kupferplatten gedeckt. Der Dachreiter aus Holz mit einer kleinen Glocke und einem Spitzhelm ist mit einem Kreuz bekrönt. Der Kirchenraum hat die Bauform einer Halle mit offenem Dachstuhl. Die Längsseiten des Gebäudes werden jeweils durch vier Sprossenfenster gegliedert. Der Altarraum mit einem schlichten Altartisch und einem Lesepult wird durch eine Stabholzbrüstung vom übrigen Kirchenschiff abgetrennt. Der in den Farben Weiss und Grau gestaltete Kirchenraum bietet auf seinen hölzernen Bänken Platz für etwa 100 Personen.

## Innenausstattung
Das Holztafelbild «Hl. Johannes im Gefängnis» aus dem 17. Jahrhundert zeigt den Namenspatron der Kirche, Johannes den Täufer. Das Werk eines unbekannten Malers wurde der Kirchengemeinde 1967 von privater Seite geschenkt. An den Seitenwänden des Innenraumes hängen fünf kleine, ebenfalls aus einer Schenkung stammende Rundmedaillons mit in Öl auf Holz gemalten Szenen aus dem Neuen Testament, deren Entstehungszeit ebenfalls auf das 17. Jahrhundert datiert wird. Das Taufbecken aus grob behauenem Holz mit Kupferschale sowie das hinter dem Altar an der Wand hängende Kruzifix wurden 1967 von dem niederbayerischen Holzbildhauer Erich Schiffner aus Oberharthausen gefertigt. In der Nordost-Ecke des Kirchenraumes steht eine kunsthistorisch bemerkenswerte kleine Orgel.
Gleich beim Eingang befindet sich seit 2020 ein Ikonenschrein, der einzige Andachtsort für die orthodoxen Christen in Liechtenstein, der im Sinne einer ökumenischen Zusammenarbeit zur Verfügung gestellt wurde.

## Orgel
Die Barockorgel aus der ersten Hälfte des 18. Jahrhunderts zählt zu den kostbarsten Ausstattungsstücken der Johanneskirche. Ihr vermutlich aus dem Toggenburg stammender Erbauer ist namentlich nicht bekannt. Das Instrument wurde 1956 aus Privatbesitz für die neu errichtete Kirche erworben. Es hat einen dreiteiligen Prospekt mit durchgehendem Kranzgebälk. Die beiden Flügel sind mit figürlichen Darstellungen bemalt, und an ihrem oberen Abschluss findet sich der Spruch: «Wenn die Orgel lieblich klinget, soll das Hertze fröhlich singen / und gedencken an die Freud, die uns im Himmel ist bereit». Im Zuge einer Restaurierung der Orgel durch die Firma Metzler & Söhne wurden auch die Malereien am Gehäuse im Jahr 1961 restauriert. Das Pedal erhielt bei einem früheren Umbau das Register Subbass 16′. Das Instrument hat heute sechs Register und folgende Disposition:
| I Hauptwerk C–c3 |       |
| Coppel           | 8′    |
| Prinzipal        | 4′    |
| Flöte            | 4′    |
| Oktav            | 2′    |
| Quint            | 1 ⁄3′ |

| Pedal C–d1 |     |
| Subbass    | 16′ |

- Koppel: I/P